# Доњи Лађевац
Доњи Лађевац је насељено мјесто града Слуња, на Кордуну, Карловачка жупанија, Република Хрватска.

## Географија
Доњи Лађевац се налази око 7 км југоисточно од Слуња.

## Историја
Доњи Лађевац се од распада Југославије до августа 1995. године налазио у Републици Српској Крајини.

## Становништво
Према попису становништва из 2011. године, насеље Доњи Лађевац је имало 46 становника.
| Националност | 1991. | 1981. | 1971. | 1961. |
| Хрвати       | 431   |       |       |       |
| Срби         | 2     |       |       |       |
| Муслимани    | 1     |       |       |       |
| остали       | 11    |       |       |       |
| Укупно       | 445   | 533   | 256   | '     |

| Демографија | Демографија | Демографија |
| Година      | Становника  | Становника  |
| ----------- | ----------- | ----------- |
| 1971.       | 256         |             |
| 1981.       | 533         |             |
| 1991.       | 445         |             |
| 2001.       | 85          |             |
| 2011.       |             | 46          |

## Попис1991.
На попису становништва 1991. године, насељено место Доњи Лађевац је имало 445 становника, следећег националног састава:
| Попис 1991.‍ | Попис 1991.‍ | Попис 1991.‍ | Попис 1991.‍ | Попис 1991.‍ |
| ----------- | ----------- | ----------- | ----------- | ----------- |
|             |             |             |             |             |
| Хрвати      | Хрвати      |             | 431         | 96,85%      |
| Југословени | Југословени |             | 2           | 0,44%       |
| Срби        | Срби        |             | 2           | 0,44%       |
| Муслимани   | Муслимани   |             | 1           | 0,22%       |
| непознато   | непознато   |             | 9           | 2,02%       |
| укупно: 445 |             |             |             |             |